# Reza Yazdani
Reza Yazdani (en persa: رضا یزدانی‎; Juybar, provincia de Mazandarán, 25 de agosto de 1984) es un luchador iraní de lucha libre. Participó en dos Juegos Olímpicos. Acabó en la quinto posición en Juegos Olímpicos de Londres 2012 y en el 11.º puesto en Juegos Olímpicos de Pekín 2008 en las categorías de 84-96 kg. Compitió en cinco campeonatos mundiales ganando cuatro medallas, de oro en 2011 y 2013. Triunfador de los Juegos Asiáticos de 2006, 2010 y 2014. Conquistó la medalla de oro en Campeonato Asiático de 2010 y 2016. Ocho veces representó a su país en la Copa del Mundo, consiguiendo un 1.º puesto en 2014 y 2015. 